# Lychas shelfordi
Espèce
Synonymes
- Archisometrus shelfordi Borelli, 1904
- Lychas eliseanneae Lourenço, 2011
- Lychas kaimana Lourenço, 2011

Lychas shelfordi est une espèce de scorpions de la famille des Buthidae.

## Distribution
Cette espèce se rencontre en Malaisie au Sarawak, aux Philippines et en Indonésie.

## Description
Le tronc du mâle syntype mesure 14,3 mm et la queue 27 mmLe tronc de la femelle syntype mesure 18 mm et la queue 27 mm.
Lychas shelfordi mesure de 30 à 44,5 mm.

## Systématique et taxinomie
Cette espèce a été décrite sous le protonyme Archisometrus shelfordi par Borelli en 1904. Elle est placée dans le genre Lychas par Kopstein en 1921.
Lychas kaimana et Lychas eliseanneae ont été placées en synonymie par Kovařík en 2019.

## Étymologie
Cette espèce est nommée en l'honneur de Robert Walter Campbell Shelford.

## Publication originale
- Borelli, 1904 : « Intorno ad alcuni scorpioni di Sarawak (Bornéo). » Bollettino dei Musei di Zoologia ed Anatomia Comparata della Reale Universitá di Torino, vol. 19, no 477, p. 1-4 (texte intégral).